# RFactor 2
rFactor 2 es un  simulador de carreras desarrollado y publicado por Image Space Incorporated y lanzado para Windows en 2012. Como su predecesor, rFactor, está diseñado para ser modificado por el usuario e, incluso, utilizado por equipos de carreras profesionales para el entrenamiento de pilotos y el desarrollo de autos de carrera. Gran parte de su código fuente se deriva de "rFactor Pro", que también es utilizado por equipos profesionales.
rFactor 2 está diseñado para simular cualquier tipo de vehículo de múltiples ruedas de cualquier época, incluidos vehículos de cuatro y seis ruedas con dos o cuatro ruedas direccionales. Cuenta con un modelo avanzado de física, suspensión y neumáticos en comparación con su predecesor.
En septiembre de 2016, los desarrolladores anunciaron una asociación con la empresa de software holandesa Luminis con el objetivo de incorporar nuevas funciones al software.

## Antecedentes
Después del éxito inicial de Sports Car GT (1999), Image Space Incorporated utilizó su motor de software de desarrollo propio isiMotor1 para varios títulos de carreras, incluidos los muy elogiados simuladores de Fórmula 1 F1 2002 y F1 Challenge '99-'02. isiMotor es un término general que cubre todos los componentes del motor de software, por ejemplo, el motor de gráficos gMotor, el motor de física pMotor, etc.
Después del lanzamiento de F1 Challenge '99 -'02,  isiMotor obtuvo la licencia a otra empresa por primera vez, SimBin, que pasó a producir títulos populares de carreras de simulación minoristas basados en el motor de Image Space Incorporated, incluidos GTR y GTR 2.
Image Space Incorporated decidió entonces hacer un simulador de carreras con una arquitectura abierta y proporcionó herramientas para que la comunidad de modding creara contenido de terceros. Este título se convirtió en "rFactor", que fue la primera versión de ISI que utiliza el motor de software denominado isiMotor2. rFactor se convirtió en la plataforma de simulación de carreras preferida durante casi una década, con una gran cantidad de contenido creado por la comunidad. rFactor 2 también se está utilizando para entrenar a los conductores que ganan la competencia Gran Turismo Academy.
isiMotor2 también obtuvo licencias para empresas como Slightly Mad Studios, Reiza Studios y 2Pez Games. isiMotor2 también sentó las bases para rFactor Pro, un motor de simulación de software utilizado por equipos de carreras de la vida real y fabricantes de automóviles, incluidos la mayoría de los fabricantes actuales de la parrilla de Fórmula 1 y NASCAR. Image Space Incorporated tomó la experiencia de isiMotor2 y rFactor Pro y comenzó el desarrollo de rFactor 2. A partir de este momento, el motor de software se denominará isiMotor2.5.
El editor del sitio de carreras de simulaciones VirtualR declaró: "Me tomó un tiempo verlo, pero reconozco a rF2 como el mejor simulador de carreras para los jugadores serios".

## Física
rFactor 2 y su precursor han recibido muchos elogios por su simulación altamente avanzada y precisa de la dinámica del vehículo y es el simulador preferido por la mayoría de los equipos de carreras profesionales, ingenieros de automóviles y centros de simulación de la vida real.
El ingeniero de carrera Andrea Quintarelli declaró: "Tampoco me sorprende que la mayoría de estos simuladores (o centros) profesionales estén usando rFactor. Como tuve la oportunidad de probarme a mí mismo (y probablemente a alguien que lea aquí), cuando usted sabe cómo construir correctamente sus modelos, rFactor está produciendo resultados muy precisos, a un costo muy bajo".
Petros Mak, fundador de la empresa de modding profesional Mak Corp, declaró: "Todos nuestros clientes de equipos de carreras e incluso nuestros clientes de serie, no solo usan rFactor para familiarizarse con la pista. También lo usan para probar los datos de configuración antes van a un evento, lo utilizan para probar posibles datos de piezas nuevas, desarrollando nuevos frenos o nuevas prestaciones del motor y probándolo en el juego antes de comprometerse a construirlo en la vida real. rF1 y rF2 proporcionan una precisión mucho mayor para esas cosas que cualquier otra simulación en el mercado. [...] rFactor 2 el motor de física es, con mucho, el motor de física más basado en simulación que utiliza datos aerodinámicos y físicos de la vida real que no otro título se ha acercado a".
La interacción y colaboración entre Image Space Incorporated y los equipos de carreras profesionales y sus ingenieros que utilizan la plataforma rFactor Pro desarrollada por ISI ha beneficiado al nuevo modelo de neumático utilizado en rFactor 2. Esto ha resultado en la herramienta para neumáticos ISI TGM, una herramienta que también está disponible para modders de terceros.
rFactor 2 es la primera simulación de consumidor que presenta un modelo de neumático termomecánico basado en la física, basado en los primeros principios, simulando toda la carcasa, la rosca y el parche de contacto, con una transferencia de calor adecuada, un desgaste preciso de los neumáticos, flatspots y deformación visual. También es el primero en presentar condiciones de pista verdaderamente dinámicas.
La mayoría de las personas nuevas en rFactor 2, incluidos los simracers experimentados, no están acostumbrados a tener que manejar sus neumáticos como en la realidad, por lo que tienden a sobrecargar el automóvil con demasiada entrada de dirección (algo que puede salirse con la suya en otras simulaciones de conducción) , lo que resulta en un sobrecalentamiento de los neumáticos y un desgaste excesivo de los mismos.
rFactor 2 también incluye un nuevo sistema de restricciones que permite una simulación física avanzada, como la flexión del chasis, que elimina la rigidez infinita típica de un vehículo virtual e incorpora características únicas del chasis en el manejo y el rendimiento del automóvil así como geometría de suspensión y grados de ruedas de alta precisión.

## Desarrollo
El público se dio cuenta por primera vez de que el desarrollo de rFactor 2 estaba en marcha cuando Gjon Camaj de Image Space Incorporated publicó capturas de pantalla del juego WIP en Twitter a principios de marzo de 2009. Más tarde ese mes, reveló más detalles sobre el próximo simulador junto con capturas de pantalla adicionales en el juego.
En octubre de 2010, Camaj reveló en una extensa entrevista planes para incluir contenido con licencia, una nueva interfaz de usuario reelaborada, inclusión de clima dinámico, nueva tecnología innovadora de superficie de carrera dinámica, mejoras en la lógica de IA y un nuevo sistema de retroalimentación de fuerza con menor retraso de entrada y mucho Fuerzas de cremallera de dirección más rápidas y directas, en la línea del popular complemento RealFeel desarrollado por terceros para rFactor.
El 10 de enero de 2012, se lanzó la primera beta abierta y salió de la beta desde principios de 2013.

### Desarrollo futuro
El 16 de septiembre de 2016 en Simracing Expo, ISI anunció un acuerdo con Luminis, una empresa de software con sede en los Países Bajos que ya ha tenido experiencia con simuladores de carreras y ha apoyado a Reiza Studios en el desarrollo de   Automobilista . Esta asociación trae el desarrollo de  rFactor 2  en una nueva compañía llamada Studio 397. El director gerente de Studio 397, Marcel Offermans, declaró que se implementarán muchas características nuevas en el juego, incluida una interfaz de usuario más basada en la web, un motor de gráficos compatible con DirectX 11 y la compatibilidad con VR para Oculus Rift y HTC Vive. Además, un nuevo "sistema de contenido pago" permitiría a ISI agregar más contenido con licencia al simulador.
En octubre, Studio 397 publicó información sobre el nuevo contenido. Los desarrolladores anunciaron que han adquirido la licencia de U.S. Campeonato Nacional F2000, Radical Sportscars y NOLA Motorsports Park. La nueva versión de rFactor 2 estará disponible solo en Steam.

## Características

### Autos
Al igual que con su predecesor, muchos vehículos predeterminados están disponibles para descargar. La larga lista de coches incluye Fórmula 1, coches GT, turismos, stock cars y vans. También hay quads y Coches de Fórmula RC disponibles como contenido experimental.
- GT3
  - Aston Martin Vantage GT3 2019
  - Audi R8 LMS 2010
  - Audi R8 LMS Evo 2019
  - Bentley Continental GT3 2014
  - Bentley Continental GT3 2020
  - BMW M6 GT3 2018
  - Callaway Corvette C7 GT3-R
  - Chevrolet Camaro GT3 2012
  - Ferrari 488 GT3 EVO 2020
  - McLaren 650S GT3 2015
  - McLaren 720S GT3 2019
  - Mercedes AMG GT3 2015
  - Porsche 911 GT3 R
  - Radical RXC Turbo GT3
- GTE
  - Aston Martin Vantage GTE 2019
  - BMW M8 GTE 2018
  - Chevrolet Corvette C7.R 2017
  - Chevrolet Corvette C8.R 2020
  - Ferrari 488 GTE 2016
  - Porsche 911 RSR 2017
- GT1
  - Nissan GT-R GT1 2010
- GT2
  - Chevrolet Corvette C6.R 2009
- GT4
  - Nissan 370Z 2011
- Super GT
  - Nissan GT-R GT500 2013
- Fórmula
  - Dallara DW12 2012
  - Formula Renault 2014
  - Formula Two 2012
  - Formula Vee
  - Marussia MR01 Cosworth 2012
  - Tatuus F3 T318
  - Tatuus FT-50
  - Tatuus FT-60
  - Tatuus F4-T014
  - Tatuus MSV F3-016
  - Tatuus PM-18
  - Tatuus USF-17
  - USF2000 2016
- Prototipos
  - Cadillac DPi-V.R 2020
  - Ligier JS P217 2020
  - McLaren Senna GTR 2019
  - MCR S2000
  - Metalmoro AJR 2017
  - Metalmoro MR18
  - Norma M30 LMP3 2017
  - Oreca 07 LMP2 2017
  - Radical SR3-RSX 2017
  - Radical SR3 XX
- Turismo
  - BMW M2 CS Racing
  - Honda Civic NGTC 2013
  - Porsche 911 GT3 Cup 2017
  - Renault Clio RS 2010
  - Renault Megane Trophy 2011
- NASCAR
  - Chevrolet SS 2015 (Centennial Stockcar 2015 & 2018)
  - Ford Fusion 2015 (Edgar GT Stockcar 2015 & 2018)
  - Toyota Camry 2015 (Titan Stockcar 2015 & 2018)
- Callejero
  - BMW M2
  - Ford Maverick 1974 (Howston Dissenter)
  - Puma GTE
  - Puma P052
- Eléctrico
  - Formula E 2018
  - Formula E Gen2 2019/2020
  - eX ZERO 2021 (ficticio)

### Pistas
Hay disponible una lista de pistas predeterminadas, pero no todas tienen licencia. La gama de sedes de carreras incluye circuitos permanentes, ovalados, de rally y callejeros.
- Real Tracks
  - Circuit D'Azur 2019 (Monaco GP)
  - Spa-Francorchamps*
  - Guapore
  - Ibarra
  - Imola
  - Le Mans 2018*
  - Nürburgring 24h*
  - Sebring International Raceway*
  - Virginia International Raceway
- Karting
  - Adria*
  - Alaharma (Mika Salo Circuit)*
  - Kristianstad*
- Formula-E
  - Berlín E-Prix
  - Hong Kong E-Prix
  - Monaco E-Prix
  - New York E-Prix

*Laser scanned

### Real Road
Real Road es una de las características más destacadas de  rFactor 2 . El jugador y la IA colocan caucho de forma dinámica sobre la superficie de la pista en tiempo real durante una sesión de carrera. La goma se puede trasladar a las próximas sesiones y esto exige que el jugador tenga que adaptarse constantemente a las condiciones de avance de la pista durante un fin de semana de carrera, lo que en un fin de semana de carrera en seco significa cada vez más agarre disponible en todo momento. El jugador puede elegir entre varios ajustes preestablecidos de goma para comenzar o simplemente elegir comenzar el fin de semana en una pista completamente verde. Real Road se puede acelerar, dejar a un ritmo normal o permanecer completamente estático. La característica también crea canicas que afectan el agarre fuera de la línea de carrera normal.
Real Road también funciona junto con el clima húmedo. Cuando la lluvia golpea la pista, el caucho y los mármoles previamente acumulados se eliminan y la pista deberá volver a cubrirse con goma. La superficie de la pista mojada se seca dinámicamente de manera similar a la acumulación de caucho antes mencionada debido a los autos en la pista, así como a la temperatura, el sol y el viento. El sistema Real Road de rFactor 2 es único porque no está escrito, sino completamente dinámico.

### Neumáticos
rFactor 2 también presenta un desgaste y daño realistas de los neumáticos. Esto castiga al jugador por bloquear los frenos porque se producirá un punto plano con vibraciones de retroalimentación de fuerza (la llanta de repente tiene bordes en lugar de ser perfectamente redonda) y un desequilibrio del automóvil (debido a la pérdida de peso de la llanta quemada). Hasta que se cambien los neumáticos durante una parada en boxes, el coche se sentirá desequilibrado e incómodo de conducir. El uso de malas técnicas de conducción también castigará al jugador con neumáticos sobrecalentados y desgastados de manera desigual. Los pinchazos de neumáticos también se presentan, aunque no se representan visualmente en el juego.

### IA
La IA de rFactor 2 es muy avanzada y muy mejorada con respecto al primer rFactor. Tiene control deslizante de conciencia espacial, fuerza ajustable y agresión y tiene la capacidad de "aprender" mejores líneas de carrera alrededor de una pista, lo que resulta en mejores tiempos de vuelta. También se puede permitir que la IA tome el control del automóvil del jugador. rFactor 2 es único porque es capaz de competir con más de 100 oponentes de IA y también puedes mezclar oponentes de IA con conductores reales durante carreras multijugador en línea.

### Otras características
También se incluye en  rFactor 2  un ciclo completo de día a noche con transiciones de iluminación que se pueden configurar en tiempo real o aceleradas. El uso de combustible y el daño visual y mecánico también se muestran en el simulador, junto con una función de "reanudar desde la repetición" donde se puede cargar cualquier repetición guardada y el jugador puede elegir reanudar la conducción en cualquier momento durante esa repetición.

### Modding
rFactor 2 está diseñado específicamente para ser modificado. Es el primer simulador de carreras con un sistema de empaquetado de mod dedicado y con el lanzamiento de Steam es el primero con la integración de Steam Workshop.

## 24 Hours of Le Mans Virtual
El juego se utilizó para las carreras de Le Mans de 2020, 2021 y 2022. En la primera edición, de 2020, la carrera fue señalada con bandera roja dos veces cuando el servidor tuvo un problema y tuvo que ser reiniciado, provocando críticas del líder de la carrera, el piloto de Fórmula 1 Max Verstappen.